# Nikolaï Bach
Pour les articles homonymes, voir Bach (homonymie).
Nikolaï Robertovitch Bach, de son nom de naissance Johann Nikolai Bach (en russe : Николай Романович Бах ; 1853-1885) est un sculpteur et un aquarelliste de talent qui fut membre de l'Académie impériale des beaux-arts (1884). Il est le frère du sculpteur Robert Bach.

## Biographie
Il naquit le 27 janvier 1853 à Saint-Pétersbourg dans la famille du sculpteur d'origine allemande Robert-Heinrich Bach. Il fit ses études au gymnase St.Petri-Schule de 1864 à 1870, en même temps, il étudiait la sculpture et la peinture auprès de son père. Au sortir de l'école, en 1870, il entra à l'École impériale des arts. Il y obtint une petite médaille d'or en 1873 pour un travail dont le sujet était « David jetant sa pierre ». Le travail sur le thème suivant, en 1877, lui valut une grande médaille. Avec son travail de fin d'études sur le thème du « Printemps » (allégorie tirée du poème de Schiller) il reçut le titre de peintre de 1re classe. Il quitta l'École des Beaux-Arts en 1879.

## Le génie créateur
En 1880, il réalisa un buste du comte I. E. von Fersen, commandé par l'empereur Alexandre II. En 1881, il exécuta le portrait d'Alexandre III (buste grandeur nature). En 1882, il commença un travail sur la légende de La Mort d'Oleg (chant d'Oleg le Sage), qui lui valut en 1884 d'être reçu à l'Académie impériale des beaux-arts. La même année, il termina un travail remarquable : « La Pythie » (1884). 
Il réalisait déjà, pendant qu'il étudiait à l'École des Beaux-Arts, de nombreuses commandes pour des modèles de petits vases, de bougeoirs et de cendriers décorés de reliefs selon des styles différents, pour l'usine d'objets en bronze Nichols et Plink à Saint-Pétersbourg, dont son père était le directeur et le principal concepteur. En 1884, bien qu'il fût tombé gravement malade, mais sans jamais cesser de travailler, il signa un contrat avec la fonderie de fer de Kasli, qui, à côté de ses commandes industrielles, fabriquait en petite quantité  des produits de luxe pour les intérieurs des maisons et des institutions. Il partit pour Kasli à l'été 1884 où, jusqu'à sa mort prématurée, il travailla comme sculpteur et il eut le temps de préparer pour l'usine deux douzaines de moules élaborés à partir de modèles de bronze et qu'il avait apportés de Saint-Pétersbourg. Beaucoup étaient de lui-même et de son père, Robert Ivanovich Bach. Il arriva aussi à reprendre les cours dans l'école qu'avait ouverte son prédécesseur, M.D. Kanaïev, et y enseigna le dessin et la modélisation, avec les secrets pour obtenir des pièces moulées à paroi mince. Il mourut de tuberculose en juin 1885 et fut enterré au cimetière local de Kasli.